# Žygimantas Jonušas
Žygimantas Jonušas (* 22. Februar 1982 in Klaipėda, Litauische SSR) ist ein ehemaliger litauischer Basketballspieler, der neben Stationen in seinem Heimatland und der Ukraine insgesamt fünf Spielzeiten in der deutschen Basketball-Bundesliga für Eisbären Bremerhaven und Phoenix Hagen spielte. Für die Spielzeit 2012/13 wechselte Jonušas trotz laufenden Vertrages gegen Ablöse in die italienische Lega Basket Serie A zu JuveCaserta Basket.

## Erfolge
Mit den Eisbären Bremerhaven gewann er 2008 das sogenannte kleine Finale (Platz 3) beim deutschen Basketball-Pokal in Hamburg.